# Louvigny (Pyrénées-Atlantiques)
Pour les articles homonymes, voir Louvigny.
Louvigny (en béarnais Lobinhèr ou Loubignè) est une commune française, située dans le département des Pyrénées-Atlantiques en région Nouvelle-Aquitaine.

## Géographie

### Localisation
La commune de Louvigny se trouve dans le département des Pyrénées-Atlantiques, en région Nouvelle-Aquitaine.
Elle se situe à 29 km par la route de Pau, préfecture du département, et à 23 km d'Artix, bureau centralisateur du canton d'Artix et Pays de Soubestre dont dépend la commune depuis 2015 pour les élections départementales. 
La commune fait en outre partie du bassin de vie d'Arzacq-Arraziguet.
Les communes les plus proches sont : 
Garos (2,5 km), Vignes (2,9 km), Fichous-Riumayou (3,1 km), Mialos (3,4 km), Arzacq-Arraziguet (3,6 km), Cabidos (3,7 km), Larreule (4,5 km), Méracq (4,6 km).
Sur le plan historique et culturel, Louvigny fait partie de la province du Béarn, qui fut également un État et qui présente une unité historique et culturelle à laquelle s’oppose une diversité frappante de paysages au relief tourmenté.

### Communes limitrophes
Les communes limitrophes sont  Arzacq-Arraziguet, Fichous-Riumayou, Garos, Mialos et Vignes.
|       | Arzacq-Arraziguet | Vignes |
| Garos | Louvigny          | Mialos |
|       | Fichous-Riumayou  |        |

### Hydrographie

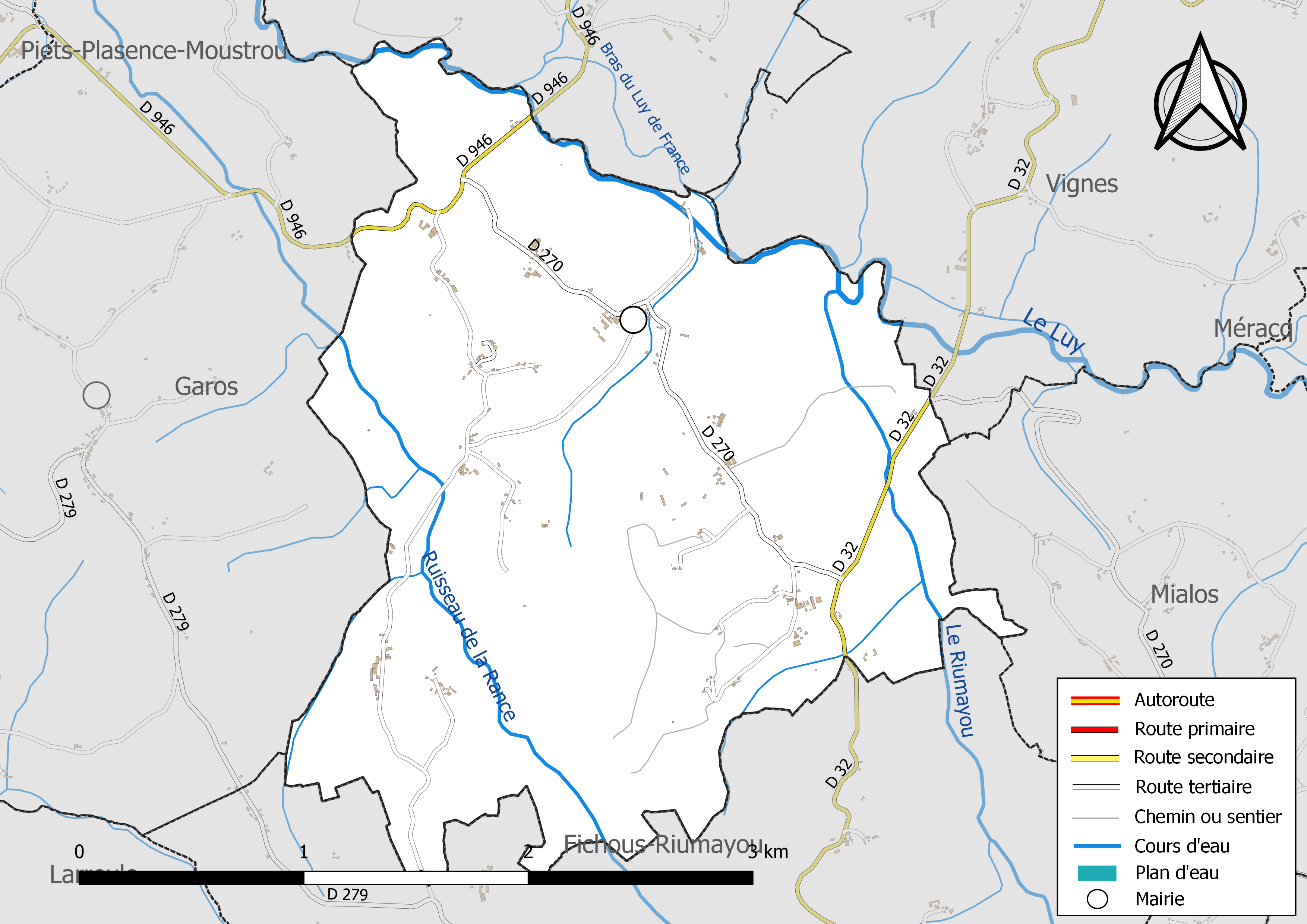
Réseaux hydrographique et routier de Louvigny.

La commune est drainée par le Luy, le Riumayou, le Larritou, un bras du Luy de France, et par divers petits cours d'eau, constituant un réseau hydrographique de 12 km de longueur totale,.
Le Luy, d'une longueur totale de 154,5 km, prend sa source dans la commune d'Espoey et s'écoule d'est en ouest. Il traverse la commune et se jette dans l'Adour à Rivière-Saas-et-Gourby, après avoir traversé 65 communes.
Le Riumayou, d'une longueur totale de 11,4 km, prend sa source dans la commune de Bournos et s'écoule du sud vers le nord. Il traverse la commune et se jette dans le Luy sur le territoire communal, après avoir traversé 6 communes.
Le Larritou, d'une longueur totale de 4 km, prend sa source dans la commune de Fichous-Riumayou et s'écoule du sud-est vers le nord-ouest. Il traverse la commune et se jette dans le Luy à Peyre, après avoir traversé 8 communes.

### Climat
Pour des articles plus généraux, voir Climat de la Nouvelle-Aquitaine et Climat des Pyrénées-Atlantiques.
Historiquement, la commune est exposée à un climat de montagne.  
En 2020, Météo-France publie une typologie des climats de la France métropolitaine dans laquelle la commune est toujours exposée à un climat de montagne et est dans la région climatique Pyrénées atlantiques, caractérisée par une pluviométrie élevée (>1 200 mm/an) en toutes saisons, des hivers très doux (7,5 °C en plaine) et des vents faibles.
Pour la période 1971-2000, la température annuelle moyenne est de 13,6 °C, avec une amplitude thermique annuelle de 14,6 °C. Le cumul annuel moyen de précipitations est de 1 136 mm, avec 11,8 jours de précipitations en janvier et 7,7 jours en juillet. Pour la période 1991-2020, la température moyenne annuelle observée sur la station météorologique la plus proche, située sur la commune de Pomps à 8 km à vol d'oiseau, est de 14,1 °C et le cumul annuel moyen de précipitations est de 1 062,2 mm,. Pour l'avenir, les paramètres climatiques de la commune estimés pour 2050 selon différents scénarios d’émission de gaz à effet de serre sont consultables sur un site dédié publié par Météo-France en novembre 2022.

### Milieux naturels et biodiversité
Aucun espace naturel présentant un intérêt patrimonial n'est recensé sur la commune dans l'inventaire national du patrimoine naturel,,.

## Urbanisme

### Typologie
Au 1er janvier 2024, Louvigny est catégorisée commune rurale à habitat très dispersé, selon la nouvelle grille communale de densité à sept niveaux définie par l'Insee en 2022.
Elle est située hors unité urbaine. Par ailleurs la commune fait partie de l'aire d'attraction de Pau, dont elle est une commune de la couronne,. Cette aire, qui regroupe 227 communes, est catégorisée dans les aires de 200 000 à moins de 700 000 habitants,.

### Occupation des sols

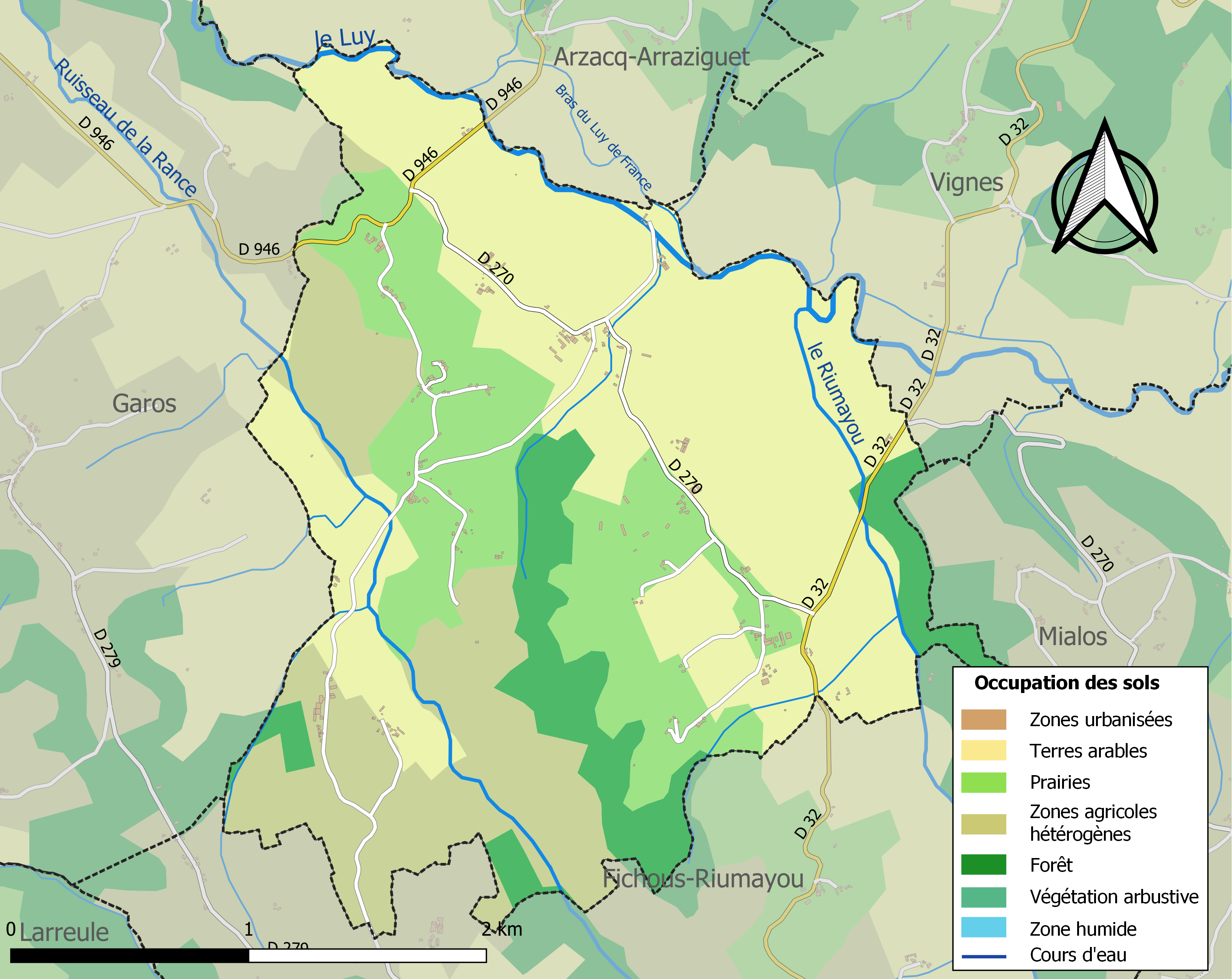
Carte des infrastructures et de l'occupation des sols de la commune en 2018 (CLC).

L'occupation des sols de la commune, telle qu'elle ressort de la base de données européenne d’occupation biophysique des sols Corine Land Cover (CLC), est marquée par l'importance des territoires agricoles (89,7 % en 2018), une proportion identique à celle de 1990 (89,7 %). La répartition détaillée en 2018 est la suivante : 
terres arables (46,8 %), prairies (21,7 %), zones agricoles hétérogènes (21,2 %), forêts (10,3 %). L'évolution de l’occupation des sols de la commune et de ses infrastructures peut être observée sur les différentes représentations cartographiques du territoire : la carte de Cassini (XVIIIe siècle), la carte d'état-major (1820-1866) et les cartes ou photos aériennes de l'IGN pour la période actuelle (1950 à aujourd'hui).

### Lieux-dits et hameaux
- Beyrie ;
- Lou Castet ;
- Lafourcade ;
- Pécoste.

### Voies de communication et transports
La commune est desservie par les routes départementales D 32 et D 270.

### Risques majeurs
Le territoire de la commune de Louvigny est vulnérable à différents aléas naturels : météorologiques (tempête, orage, neige, grand froid, canicule ou sécheresse), inondations et séisme (sismicité modérée). Il est également exposé à deux risques technologiques,  le transport de matières dangereuses et la rupture d'un barrage. Un site publié par le BRGM permet d'évaluer simplement et rapidement les risques d'un bien localisé soit par son adresse soit par le numéro de sa parcelle.

#### Risques naturels
Certaines parties du territoire communal sont susceptibles d’être affectées par le risque d’inondation par une crue à  débordement lent de cours d'eau, notamment le Luy, le Riumayou et le ruisseau de la Rance. La commune a été reconnue en état de catastrophe naturelle au titre des dommages causés par les inondations et coulées de boue survenues en 1982, 1983, 2009 et 2021,.

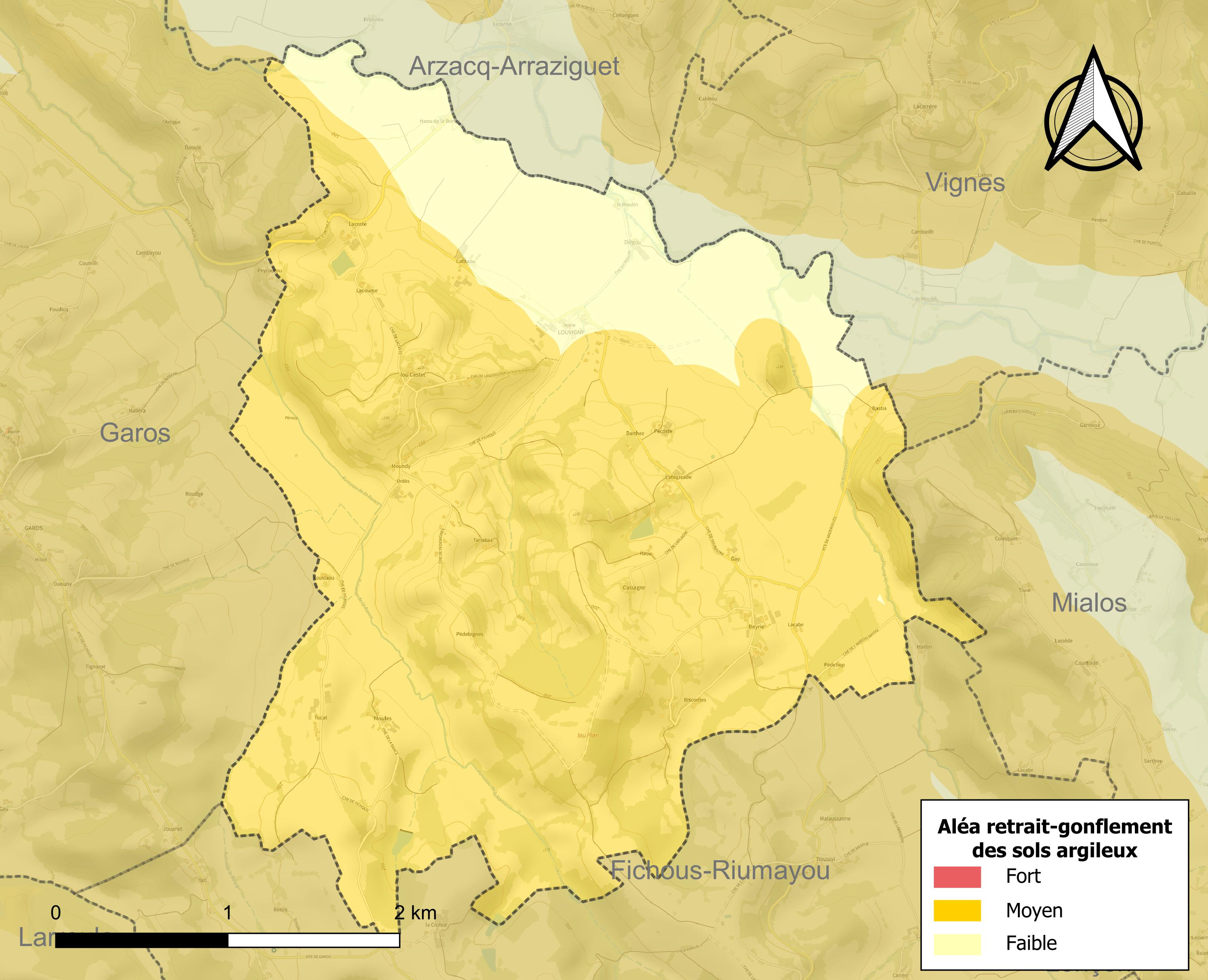
Carte des zones d'aléa retrait-gonflement des sols argileux de Louvigny.

Le retrait-gonflement des sols argileux est susceptible d'engendrer des dommages importants aux bâtiments en cas d’alternance de périodes de sécheresse et de pluie. 83,6 % de la superficie communale est en aléa moyen ou fort (59 % au niveau départemental et 48,5 % au niveau national). Depuis le 1er octobre 2020, en application de la loi ELAN, différentes contraintes s'imposent aux vendeurs, maîtres d'ouvrages ou constructeurs de biens situés dans une zone classée en aléa moyen ou fort,.

#### Risque technologique
La commune est en outre située en aval de barrages de classe A. À ce titre elle est susceptible d’être touchée par l’onde de submersion consécutive à la rupture de cet ouvrage.

## Toponymie
Le toponyme Louvigny (en béarnais Lobinhèr) apparaît sous les formes Vicecomitatus Lupiniacensis (vers 984, cartulaire de l'abbaye de Larreule), Lobinhom (1272, Recognitiones feodorum), Castrum de Lovinherio (1307, rôles gascons), 
La baronie de Lobinher (1443, contrats de Carresse), Lobinhe (1513, notaires de Garos), Louvignher (1552, titres d'Escout) et La compté de Lovignier (1675, réformation de Béarn).
Le nom de Louvigny est issu de la francisation au XVIè siècle avec la finale -y du nom *Loubignac issu du nom de personne roman Lupinius accompagné du suffixe -.acum.
Son nom béarnais est Lobinhèr ou Loubignè.
Le toponyme Beyrie est mentionné en 1863, par le dictionnaire topographique Béarn-Pays basque.

## Histoire
Louvigny et les paroisses avoisinantes formaient une vicomté distincte du Béarn au milieu du Moyen Âge. Celle-ci détenue à la fin du Xe siècle par un parent du comte de Gascogne fut transférée à la vicomté de Marsan au XIIIe siècle avant de passer à la famille d'Andoins et de Gramont, famille noble issue du Béarn, à la fin de l'Ancien Régime. On peut trouver deux portraits de l'un de ses seigneurs, Paul, sire d'Andoins, vicomte de Louvigny, premier baron de Béarn et seigneur de Lescun au musée Condé de Chantilly, peints par l'un des élèves de Jean Clouet (1re moitié du XVIe siècle). Sous le règne de "Corisande" d'Andoins, la vicomté est érigée en comté en 1555, par adjonction de la baronnie d'Hagetmau.
Paul Raymond note que Louvigny faisait partie de la Chalosse et de la subdélégation de Saint-Sever.
Le chapitre épiscopal de Lescar se retira dans l'église Saint-Martin de Louvigny lors de l'établissement du protestantisme en Béarn.

## Politique et administration
| Période                                  | Période  | Identité            | Étiquette | Qualité |
| ---------------------------------------- | -------- | ------------------- | --------- | ------- |
| 1995                                     | 2008     | Jean-Michel Lacadée |           |         |
| 2008                                     | 2014     | Jean-Michel Lacadée |           |         |
| 2014                                     | En cours | Anne Descomps       |           |         |
| Les données manquantes sont à compléter. |          |                     |           |         |

### Intercommunalité
Louvigny appartient à quatre structures intercommunales :
- la communauté de communes des Luys en Béarn ;
- le SIVU pour l'entretien de la voirie et des espaces verts de Mazerolles, Larreule, Uzan et Louvigny ;
- le syndicat AEP d'Arzacq ;
- le syndicat d’énergie des Pyrénées-Atlantiques.

## Population et société

### Démographie
L'évolution du nombre d'habitants est connue à travers les recensements de la population effectués dans la commune depuis 1793. Pour les communes de moins de 10 000 habitants, une enquête de recensement portant sur toute la population est réalisée tous les cinq ans, les populations de référence des années intermédiaires étant quant à elles estimées par interpolation ou extrapolation. Pour la commune, le premier recensement exhaustif entrant dans le cadre du nouveau dispositif a été réalisé en 2004.

En 2022, la commune comptait 136 habitants, en évolution de −2,86 % par rapport à 2016 (Pyrénées-Atlantiques : +3,78 %, France hors Mayotte : +2,11 %).
| 1793 | 1800 | 1806 | 1821 | 1831 | 1836 | 1841 | 1846 | 1851 |
| ---- | ---- | ---- | ---- | ---- | ---- | ---- | ---- | ---- |
| 309  | 325  | 378  | 359  | 383  | 403  | 418  | 421  | 419  |

| 1856 | 1861 | 1866 | 1872 | 1876 | 1881 | 1886 | 1891 | 1896 |
| ---- | ---- | ---- | ---- | ---- | ---- | ---- | ---- | ---- |
| 407  | 336  | 348  | 330  | 341  | 333  | 324  | 304  | 287  |

| 1901 | 1906 | 1911 | 1921 | 1926 | 1931 | 1936 | 1946 | 1954 |
| ---- | ---- | ---- | ---- | ---- | ---- | ---- | ---- | ---- |
| 270  | 273  | 247  | 232  | 212  | 201  | 193  | 194  | 159  |

| 1962 | 1968 | 1975 | 1982 | 1990 | 1999 | 2004 | 2006 | 2009 |
| ---- | ---- | ---- | ---- | ---- | ---- | ---- | ---- | ---- |
| 181  | 167  | 146  | 130  | 137  | 112  | 116  | 121  | 121  |

| 2014 | 2019 | 2022 | - | - | - | - | - | - |
| ---- | ---- | ---- | - | - | - | - | - | - |
| 130  | 139  | 136  | - | - | - | - | - | - |

## Culture locale et patrimoine

### Patrimoine civil
Au lieu-dit Lou Castet , on retrouve les restes d'une motte féodale (dit Lou Castet) comprenant un fossé et un mur défensif. Elle date des XIIe et XIIIe siècles. Elle constitue probablement le siège féodal de la vicomté de Louvigny, qui a subsisté jusqu'à la fin de l'Ancien régime.
Louvigny possède également des fermes des XVIIIe et XIXe siècles, ainsi qu'un moulin du XIXe siècle.

### Patrimoine religieux
L'église actuelle Saint-Martin date  du milieu du XXe siècle. Elle remplace l'ancienne église paroissiale du même vocable détruite définitivement en 1952 et qui se trouvait précédemment au lieu-dit Lou Castet.
Au lieu-dit Beyrie, se trouve l'église Saint-André, succursale de la paroisse de Louvigny  jusqu'en 1792  qui recèle une Vierge à l'Enfant (statue) de la fin du XVIIe siècle, une stèle discoïdale du XVIIIe siècle ainsi que divers mobiliers et objets. Un  tableau représentant le Christ en croix entre la Vierge et saint André, datant du XVIIIe siècle et que possédait cette église, a disparu en 1998.